# Carl Gustaf Cervin
Carl Gustaf Cervin, född 26 september 1815 på Ulvsåkraholms säteri, Nöbbele socken, Kronobergs län, död 14 juni 1899 i Stockholm, var en svensk bankir och jurist. Han var sonsons son till Frans Cervin.

## Liv och verk
Carl Cervins föräldrar var godsägaren Frans Johan Cervin och Magdalena Fredrika Silfversparre. Cervin avlade hovrättsexamen 1835 och ägnade sig i två decennier åt ämbetsmannakarriären. Vid sidan av sin tjänst fick han viktiga kontakter i affärsvärlden, bland annat som ombud för några hypoteksföreningar. Under den högkonjunktur, som hade sin kulmen under år 1857, lämnade Cervin statstjänsten och etablerade sig som bankir och grosshandlare i Stockholm. År 1857 grundade han Bankirfirman C.G. Cervin. Genom en motion i Stockholms läns hushållningssällskap tog han även 1861 initiativ till stiftandet av Stockholms läns sparbank 1862. Han satt i dess styrelse till 1889.
År 1856 förvärvade han Hässelby herresäte (senare omdöpt till Hässelby slott) i Spånga socken. Gården fick under honom ett uppsving med bland annat nya byggnader och en betydande mjölkproduktion. Gården blev i Cervins ägo fram till 1876 då han sålde egendomen till Gustaf Trolle-Bonde den yngre. Hans son Carl Cervin d.y. (1850–1919) trädde in i bankirfirman vid mitten av 1870-talet och var efter faderns död ensam innehavare av firman. 1919 övertogs ledningen av sonsonen Tage Cervin (1892–1971). 
Firmans sysslade med bankverksamhet samt, dels ensam, dels tillsammans med andra banker ägnat sig åt uppläggandet av obligationslån åt städer, järnvägsbolag och industriföretag. Därför hade firman intressen i flera järnvägar och industrier. 
Bouppteckningen efter Cervin visade en total behållning på något över en miljon kronor. I sitt testamente gjorde han betydande donationer. Han är begravd på Norra begravningsplatsen i Solna kommun.